# Ледниковые мыши

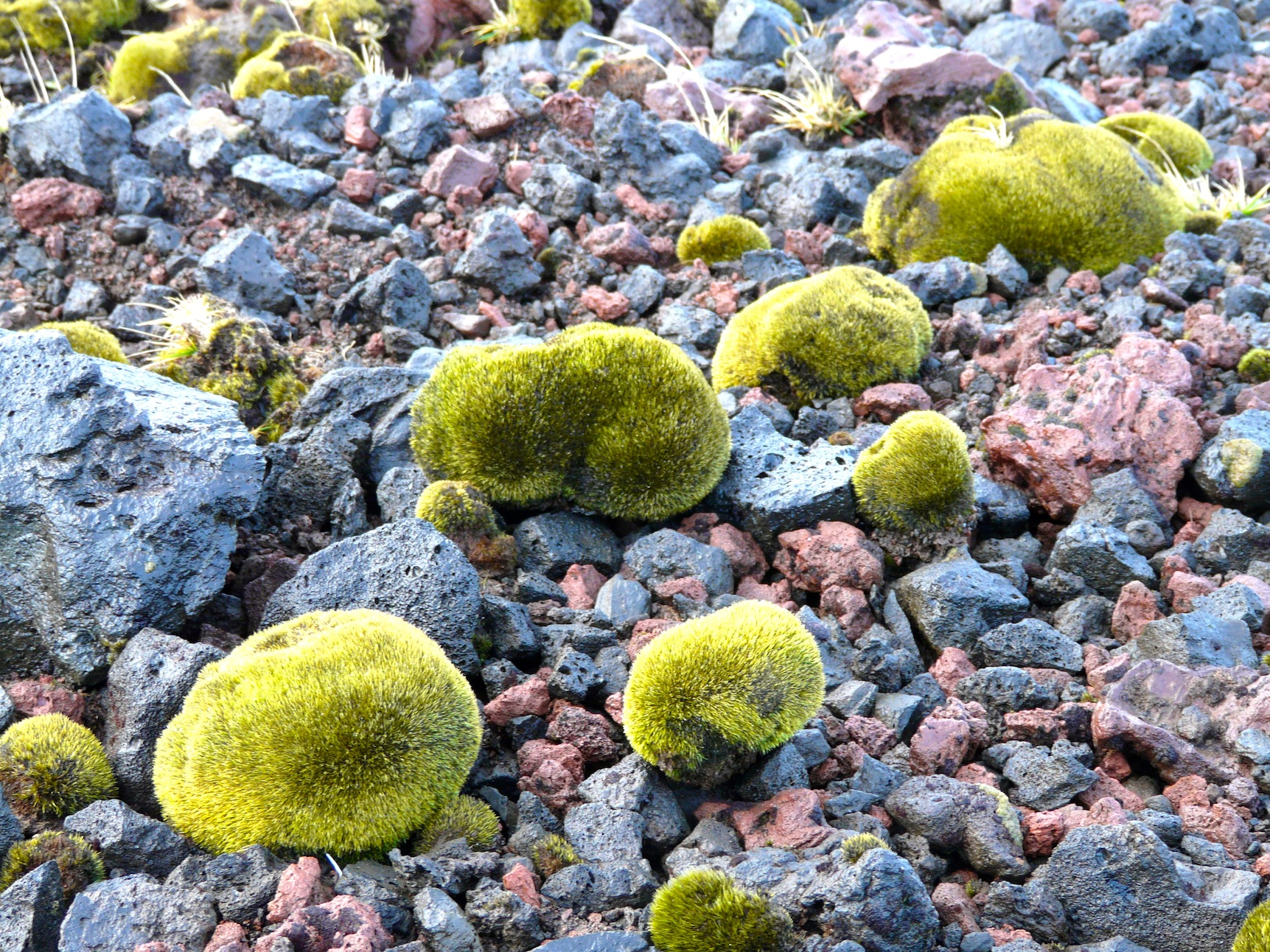
«Ледниковые мыши» на острове Поссесьон

«Ледниковые мыши» — колонии мхов, обнаруженные на некоторых ледниках. Основой для формирования колонии служит камень, который со всех сторон обрастает мхом. В колонии сосуществуют несколько видов мхов и животные, такие как нематоды, коллемболы и тихоходки. Описаны с Аляски, Шпицбергена, из Исландии, Венесуэлы и Чили; условия, приводящие к их образованию, не ясны. Предполагают, что по крайней мере в некоторых случаях колонии размножаются бесполым путём по причине невозможности полового размножения мхов в условиях, складывающихся на леднике.
Примечательны способностью перемещаться по льду. Это движение, по-видимому, неслучайно и обладает чертами, напоминающими стадное поведение. Все колонии в группе движутся в одном направлении и с одинаковой скоростью. В исследованиях на Аляске средняя скорость была оценена в пару сантиметров в сутки. Механизм движения пока не объяснен, но он не сводится к воздействию ветра и наклону поверхности. С помощью акселерометров удалось выяснить, что колонии не просто скользят по льду, а вращаются и перекатываются, с течением времени подставляя свету всю свою поверхность. Измерения выявили, что температура и влажность в толще колонии отличается от окружающих, что создаёт благоприятные условия для существующих в них микроорганизмов, не способных выжить на леднике. В одной из изученных колоний были найдены 73 коллемболы, 200 тихоходок и 1000 нематод.
Феномен был впервые описал в 1950 году исландским метеорологом Йоуном Эйтоурссоном, который дал им название jökla-mýs, в переводе с исл. — «ледниковые мыши».